# Дугджалъ
Дугджалъ (на турски: Duğcalı) е село в Източна Тракия, Турция, вилает Одрин. Околия Хайраболу.

## География
Селото се намира на 14 км североизточно от Хайраболу.

## История
Според статистиката на професор Любомир Милетич в 1912 година в Тураджи живеят 45 гръцки семейства.